# Lorenzaga
Lorenzaga è una frazione del comune italiano di Motta di Livenza, in provincia di Treviso.

## Geografia fisica
Sorge sulla sponda sinistra del fiume Livenza. Confina ad est con Corbolone, frazione del comune di San Stino di Livenza, a nord-est con Annone Veneto e a nord con Meduna di Livenza. È attraversata dal canale Malgher, corso d'acqua artificiale del bacino idrografico del Lemene.

## Storia
Lorenzaga, per un lungo periodo della sua storia ha fatto parte di quella entità territoriale chiamata Friuli e solo dal 1420 con l'occupazione del Friuli da parte di Venezia diventa Veneta. Dal 1485 ufficialmente appartiene al territorio di Motta.
Le origini del paese andrebbero ricercate nel I secolo a.C., quando fu definita la centuriazione del territorio di Concordia. Si trattava allora di una località agricola che aveva forse tratto il nome da un veterano romano (Laurentius) cui erano stati assegnati dei terreni.
La prima menzione del paese compare in un documento di donazione del 762 sottoscritto dai fratelli Erfo, Zanfo e Marco, figli del duca Pietro del Friuli, per l'abbazia di Sesto al Reghena, nel quale si accenna anche a una curte in Laurentiaca cum oratorio Domini et Salvatoris. Pur avendo raggiunto l'autonomia ecclesiastica attorno al X secolo con l'erezione di una pieve, civilmente l'abitato rimaneva sotto la potente abbazia di Sesto e quindi al Patriarcato di Aquileia. Verso il 1000 fu data in feudo ad una nobile famiglia di origine tedesca che ha preso il nome del posto, Lorenzaga.
In una bolla del 13 dicembre 1182 emessa da papa Lucio III è ricordata anche la presenza di un castello, strategicamente importante perché al confine tra il Patriarcato di Aquileia e la Marca Trevigiana e vicinissimo al castello di Motta, che sorgeva al di là del Livenza.
Nel 1204 a Lorenzaga si riunirono i rappresentanti delle più importanti realtà ecclesiastiche e politiche di Veneto e Friuli con lo scopo di porre fine alle ostilità tra i Trevigiani e il Patriarcato ed in quell'occasione si stabilirono i confini di quella della Marca trevigiana, oggi provincia di Treviso. La pace durò poco: già nel 1246 sanguinosi conflitti coinvolsero Lorenzaga ed il paese fu incendiato dalle truppe di Tolberto II da Camino e fu lo stesso Caminese ad assassinare i feudatari Veccellino e Corraduccio da Lorenzaga. Al termine del conflitto, i superstiti della famiglia ebbero il permesso dal patriarca Bertoldo e dall'abate Ermanno di ricostruire il castello.
Essendo libero comune compreso nella Patria del Friuli, Lorenzaga ebbe il diritto di far sedere un proprio rappresentante nel parlamento friulano fino al 1420.
I Lorenzaga si estinsero nel Quattrocento e il 16 febbraio 1485 fu decretato che il paese passasse alla giurisdizione di Motta. Finiva così la secolare appartenenza di Lorenzaga alla realtà friulana.

## Monumenti e luoghi d'interesse

### Resti del castello
Risalgono al XIII secolo.

### Villa Stroili, Pavan
Si colloca nel centro abitato e la sua planimetria è stata certamente influenzata dalla presenza del Livenza, che scorre di fronte.
Della villa si possono distinguere due aree: su quella di nordovest si trova il parco, poco esteso ma ancora in buone condizioni, mentre a est si innalza il corpo padronale con un annesso. In realtà i due corpi, eretti nell'Ottocento, hanno volumetrie simili, pertanto non è possibile affermare che uno sia stato realizzato in funzione dell'altro. Si tratta piuttosto di due costruzioni rurali indipendenti ma limitrofe, fenomeno molto comune nei borghi del Veneto in cui gli edifici si affiancano formando una lunga cortina di case lungo la strada.
L'edificio principale, sviluppato su due livelli più sottotetto, ha la pianta a forma di parallelepipedo. Da ciascun lato corto si innalzano due camini con grossi comignoli che sovrastano il tetto a padiglione. La facciata, simmetrica, è scandita dalle aperture rettangolari (cinque per piano) che diventano quadrate a livello del sottotetto.

### Villa Rocco
Sorge in un'area agricola a sudest del paese.
Il complesso, risalente al XIX secolo, si articola in un corpo centrale e da due piccoli manufatti laterali. Il primo si sviluppa su solo due livelli, il piano terra e il piano nobile, ed è concluso da un timpano. L'ingresso è rappresentato da un portale centrale ad arco ribassato, cui si affianca una semplice finestra architravata per parte. Al piano superiore, sempre lungo l'asse di simmetria, si apre una monofora con balcone e, ai lati, due finestre con archi a tutto sesto e chiavi di volta. Il tutto è sovrastato da un architrave retto da due lesene, a sua volta poggianti su una cornice lapidea modanata, sul quale si imposta il frontone. Le dimensioni dell'edificio e gli elementi che lo compongono suggeriscono la sua vocazione rurale.
Nel palazzo nacque e trascorse quasi tutta la sua esistenza lo storico locale Lepido Rocco. Lasciò il palazzo solo dopo la Rotta di Caporetto, quando lui e la famiglia dovettero rifugiarsi a Napoli e la villa divenne un bivacco per i cavalli degli Austro-Ungarici. A guerra finita si occupò del suo restauro e tornò ad abitarvi.

## Economia
Importante è la produzione enologica, cui si ricollegano diverse strutture agrituristiche.